# Colonus Hippius
Colonus Hippius (Oudgrieks: Κολωνός Ἵππιος / Kolōnós Híppios; « ruiterheuvel ») is een wijk van Athene.

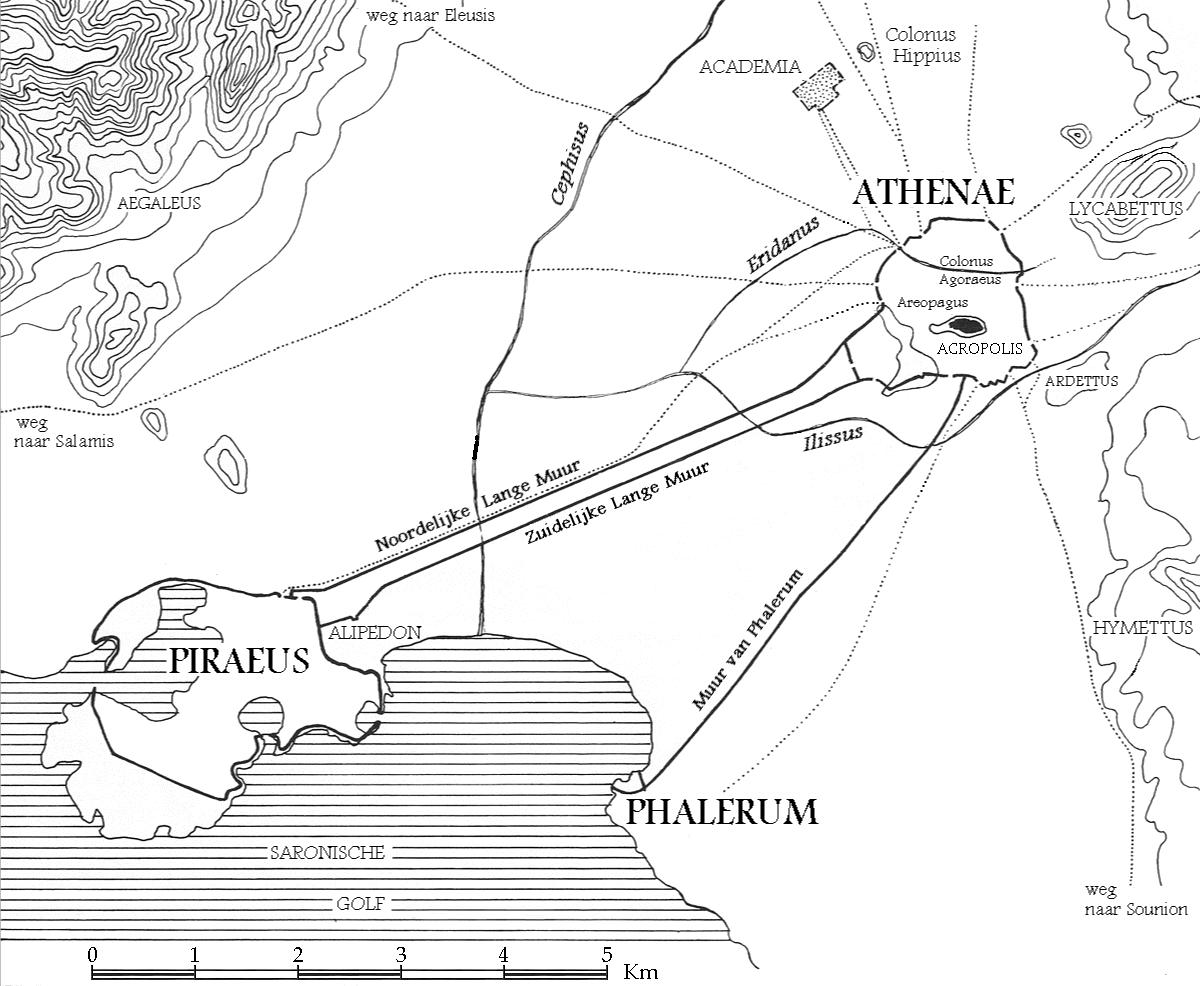
Athene: situatie in de 5e eeuw v.Chr.

In de Griekse oudheid was het een tot het stadsgebied van Athene behorende deme die zich uitstrekte rond een 56 m hoge heuvel op ± 1,5 km ten noorden van de Atheense acropolis (Thucydides, VIII 67.). Vandaag de dag wordt de wijk doorsneden door de Leophoros Ioanninon.
Kolonos was de geboorteplaats van de treurspeldichter Sophocles (Oidipous te Kolonos 54ff., 670ff., 886ff.). Er bevond zich onder meer een heiligdom voor de Eumeniden, waar Sophocles de dood van de tragische held Oedipus situeert, in zijn stuk Oedipus in Kolonos. Op de eerder genoemde heuvel werden ook Poseidon en Pallas Athena vereerd resp. als Poseidon Hippios (Soph., Oid. K. 16, 37f., 54f.) en Athena Hippia (Paus. 1,30,4), beiden als beschermers van paarden en ruiters. Dit verklaart wellicht de naam Kolonos Hippios. Dit heiligdom werd in 265 v.Chr. door Antigonus Gonatas verwoest (Pausanias, I 30.4).

## Wetenswaardigheden
- Het Griekse woord "κολωνός" betekent heuvel, hoogte, en heeft dezelfde oorsprong als het Latijnse collis en het (daarvan afgeleide) Franse colline.

## Referentie
- H. Lohmann, art. Kolonos [2] K. híppios, in NP 6 (1999), col. 666.